# Совет при Президенте Российской Федерации по развитию информационного общества в Российской Федерации
Совет при Президенте Российской Федерации по развитию информационного общества в Российской Федерации — совещательный орган при Президенте Российской Федерации, созданный для обеспечения взаимодействия федеральных органов государственной власти, органов государственной власти субъектов Российской Федерации, органов местного самоуправления, общественных объединений, научных и других организаций при рассмотрении вопросов, связанных с развитием информационного общества в Российской Федерации.

## История
О предстоящем создании Совета было объявлено Президентом России Д. А. Медведевым, в его выступлении «О реализации Стратегии развития информационного обществав Российской Федерации», который прозвучал на заседании прездиума Госсовета 17.07.2008.
В итоге, Совет был образован Указом Президента Российской Федерации от 1 ноября 2008 г. № 1576, этим же указом утверждено Положение о Совете и его состав, Совет был возглавлен лично Медведевым.
Документ об образовании Совета утратил силу с 24 января 2012 года в связи с изданием Указа Президента от 24.01.2012 № 104.

## Практическая деятельность
После создания Совет был определён в качестве головного и координирующего органа по всем вопросам, связанным с информатизацией российского государства, которая являлась, с точки зрения Д. А. Медведева стратегической задачей на период его президентского правления. Медведев видел Совет инструментом для реализации этой задачи:
«Ради чего мы создали этот Совет? Нас не устраивает, что по ключевым показателям развития информационного общества мы еще колоссально далеки от большинства развитых государств. В соответствующих международных рейтингах Россия занимает, даже, не 20-30 — , а 70-80-е места! Это при том, что у нас в целом очень высокий исторический интеллектуальный потенциал. Отставание от стран-лидеров не уменьшается, а, как это ни парадоксально, в условиях развития экономики и в целом улучшения жизни, наоборот, нарастает. По индексу развития электронного правительства мы были в 2005-м году на 56-м месте, а в 2007 году достигли 92-го. Это говорит о том, что у нас нет никакого электронного правительства, все это — химера. В рейтинге готовности стран к сетевому миру мы также находимся на „почетном“ 72-м месте. … Важная тема — это информационные технологии в социальной сфере…» Д. А. Медведев.
Правительству России была поставлена задача доработать и представить в Совет Национальный план реализации «Стратегии развития информационного общества в России» до 2015 года, Совет должен был оценить и принять (или отправить на доработку) этот план
Правительству России была поставлена задача доработать и представить в Совет Национальный план реализации «Стратегии развития информационного общества в России» до 2015 года, Совет должен был оценить и принять (или отправить на доработку) этот план. Сама Стратегия разрабатывалась с 2003 года Центром развития информационного общества (РИО — Центр) при поддержке Министерства связи и информатизации РФ, которое в 2008 году опубликовало её в каччестве своего нормативного документа. В 2008 году РИО — Центр был преобразован в ИНСОР и продолжил работу над новыми версиями Стратегии. Сам Медведев, при этом, занял пост председателя попечительского совета ИНСОР. Первоначальная версия Национального плана представляла собой всего лишь перечень документов, которые необходимо разработать и принять, однако, на заседании Госсовета, объявив о предстоящем создании Совета по развитию информационного общества, Медведев заявил, что этого — недостаточно и потребовал доработать план, включив в него конкретные шаги и мероприятия.
На первом заседании Совета 12 февраля 2009 г. доработанный план реализации был представлен. Тогда же были внесены предложения о создании межведомственных рабочих групп для координации и реализации указанной Стратегии. Было создано 9 таких межведомственных рабочих групп. Для целей оперативной аналитики и экспертизы происходящего процесса внедрения информационных технологий в российское госуправление был создан Президиум Совета а также экспертно-консультативная группа, разбитая на отраслевые секции.
Непосредственно на этом заседании Совета были поставлены следующие задачи:
- увеличить доступность инфокоммуникационных услуг для населения на всей территории России;
- создать систему аттестации государственных гражданских служащих на владение навыками IT
- обеспечить доступ к информации о деятельности органов государственной власти и органов местного самоуправления через Интернет
- реализовать переход органов госвласти и органов местного самоуправления к предоставлению услуг через Интернет
- обеспечить совершенствование законодательства в сфере электронного документооборота и персональных данных.

Кроме того, был поставлен вопрос о смене срока реализации плана (до 2015 года) на более короткий (до 2011), чтобы синхронизировать его с бюджетным процессом. В результате заседания эти вопросы были отправлены на дополнительную проработку, а Национальный план реализации Стратегии развития информационного общества в России не был утверждён.
В окончательной редакции Национальный план был утвержден Советом спустя 2 года после публикации Стратегии на заседании Совета от 13 февраля 2010 года.

## Основные задачи
(в соответствии с Положением о Совете, утвержденным Указом Президента Российской Федерации от 1 ноября 2008 г. № 1576 — утратил силу — Указ Президента Российской Федерации от 24.01.2012 г. N 104)
- подготовка предложений Президенту Российской Федерации по развитию информационного общества в Российской Федерации, а также по определению ключевых мер и механизмов, включая государственную поддержку, необходимых для решения этой проблемы;
- рассмотрение основных вопросов развития информационного общества в Российской Федерации, а также определение способов и форм их решения;
- подготовка предложений Президенту Российской Федерации по вопросам реализации Стратегии развития информационного общества в Российской Федерации, а также по иным вопросам развития информационного общества в Российской Федерации;
- рассмотрение и утверждение плана реализации Стратегии развития информационного общества в Российской Федерации, разрабатываемого Правительством Российской Федерации;
- анализ практики реализации Стратегии развития информационного общества в Российской Федерации и иных программ и проектов в области развития информационных и телекоммуникационных технологий, оценка эффективности мер, направленных на развитие в России информационного общества, а также подготовка предложений по совершенствованию деятельности в этой области;
- проведение по поручению Президента Российской Федерации экспертизы проектов федеральных законов и иных нормативных правовых актов по вопросам, связанным с развитием информационного общества в Российской Федерации;
- представление Президенту Российской Федерации ежегодно доклада по вопросам развития информационного общества в Российской Федерации.

## Состав Совета
1. Медведев Дмитрий Анатольевич — Президент Российской Федерации (председатель Совета)
2. Нарышкин Сергей Евгеньевич — Руководитель Администрации Президента Российской Федерации (первый заместитель председателя Совета)
3. Сурков Владислав Юрьевич — первый заместитель Руководителя Администрации Президента Российской Федерации (заместитель председателя Совета)
4. Рейман Леонид Дододжонович — советник Президента Российской Федерации (секретарь Совета)
5. Авдеев Александр Алексеевич — Министр культуры Российской Федерации
6. Басаргин Виктор Федорович — Министр регионального развития Российской Федерации
7. Бортников Александр Васильевич — директор ФСБ России
8. Велихов Евгений Павлович — академик-секретарь Отделения нанотехнологий и информационных технологий Российской академии наук, президент Российского научного центра «Курчатовский институт»
9. Володин Вячеслав Викторович — заместитель Председателя Государственной Думы Федерального Собрания Российской Федерации (по согласованию)
10. Голикова Татьяна Алексеевна — Министр здравоохранения и социального развития Российской Федерации
11. Гусев Александр Владимирович — Генеральный директор Судебного департамента при Верховном Суде Российской Федерации (по согласованию)
12. Зеленин Дмитрий Вадимович — губернатор Тверской области
13. Иванов Сергей Борисович — Заместитель Председателя Правительства Российской Федерации
14. Кудрин Алексей Леонидович — Заместитель Председателя Правительства Российской Федерации — Министр финансов Российской Федерации
15. Лесин Михаил Юрьевич — советник Президента Российской Федерации
16. Лужков Юрий Михайлович — мэр Москвы
17. Матвиенко Валентина Ивановна — губернатор Санкт-Петербурга
18. Мезенцев Дмитрий Федорович — заместитель Председателя Совета Федерации Федерального Собрания Российской Федерации (по согласованию)
19. Меркушкин Николай Иванович — Глава Республики Мордовия
20. Набиуллина Эльвира Сахипзадовна — Министр экономического развития Российской Федерации
21. Нургалиев Рашид Гумарович — Министр внутренних дел Российской Федерации
22. Осипов Сергей Николаевич — начальник Управления информационного и документационного обеспечения Президента Российской Федерации
23. Осипов Юрий Сергеевич — президент Российской академии наук
24. Примаков Евгений Максимович — президент Торгово-промышленной палаты Российской Федерации
25. Сердюков Анатолий Эдуардович — Министр обороны Российской Федерации
26. Тимакова Наталья Александровна — пресс-секретарь Президента Российской Федерации
27. Титов Борис Юрьевич — председатель Общероссийской общественной организации «Деловая Россия» (по согласованию)
28. Фурсенко Андрей Александрович — Министр образования и науки Российской Федерации
29. Христенко Виктор Борисович — Министр промышленности и торговли Российской Федерации
30. Чуйченко Константин Анатольевич — помощник Президента Российской Федерации — начальник Контрольного управления Президента Российской Федерации
31. Щеголев Игорь Олегович — Министр связи и массовых коммуникаций Российской Федерации
32. Юргенс Игорь Юрьевич — председатель правления Фонда «Институт современного развития» (по согласованию)
33. Якушев Владимир Владимирович — губернатор Тюменской области

1. Нарышкин С. Е. (председатель президиума Совета)
2. Сурков В. Ю. (заместитель председателя президиума Совета),
3. Рейман Л. Д.
4. Авдеев А. А.
5. Бортников А. В.
6. Лесин М. Ю.
7. Набиуллина Э. С.
8. Нургалиев Р. Г.
9. Осипов Ю. С.
10. Тимакова Н. А.
11. Фурсенко А. А.
12. Христенко В. Б.
13. Щеголев И. О.